# Rue Boulitte
La rue Boulitte est une voie du 14e arrondissement de Paris, en France.

## Situation et accès
La rue Boulitte est une voie publique située dans le 14e arrondissement de Paris. Elle débute au 95, rue Didot, et se termine en impasse.

## Origine du nom
Elle porte le nom de l'un des propriétaires, Benjamin Boulitte, né le 28 février 1847 au Blanc (Indre), qui était ingénieur aux chemins de fer. Il avait fait partie des chœurs de l'Opéra de Paris et avait donné un terrain qu'il possédait dans le 14e arrondissement pour des travaux de construction. Pour le remercier, on appela cette nouvelle rue « rue Boulitte ». Il a eu deux fils dont l'un, Georges, fut l'inventeur des poumons d'acier, appareils de tension[réf. souhaitée]. 

## Historique
La rue Boulitte est ouverte et prend sa dénomination actuelle en 1894. 

À partir de l'angle fait avec le N° 13 de la rue Joanès, la rue Boulitte abritait des deux côtés, jusqu'à sa terminaison en impasse, le plus grand torréfacteur de l'époque dénommé Au planteur de Caïffa qui avait une armée de colporteurs à travers la France, via de nombreux (plus de 400) magasins et dépôts.